# Johannes Edfelt

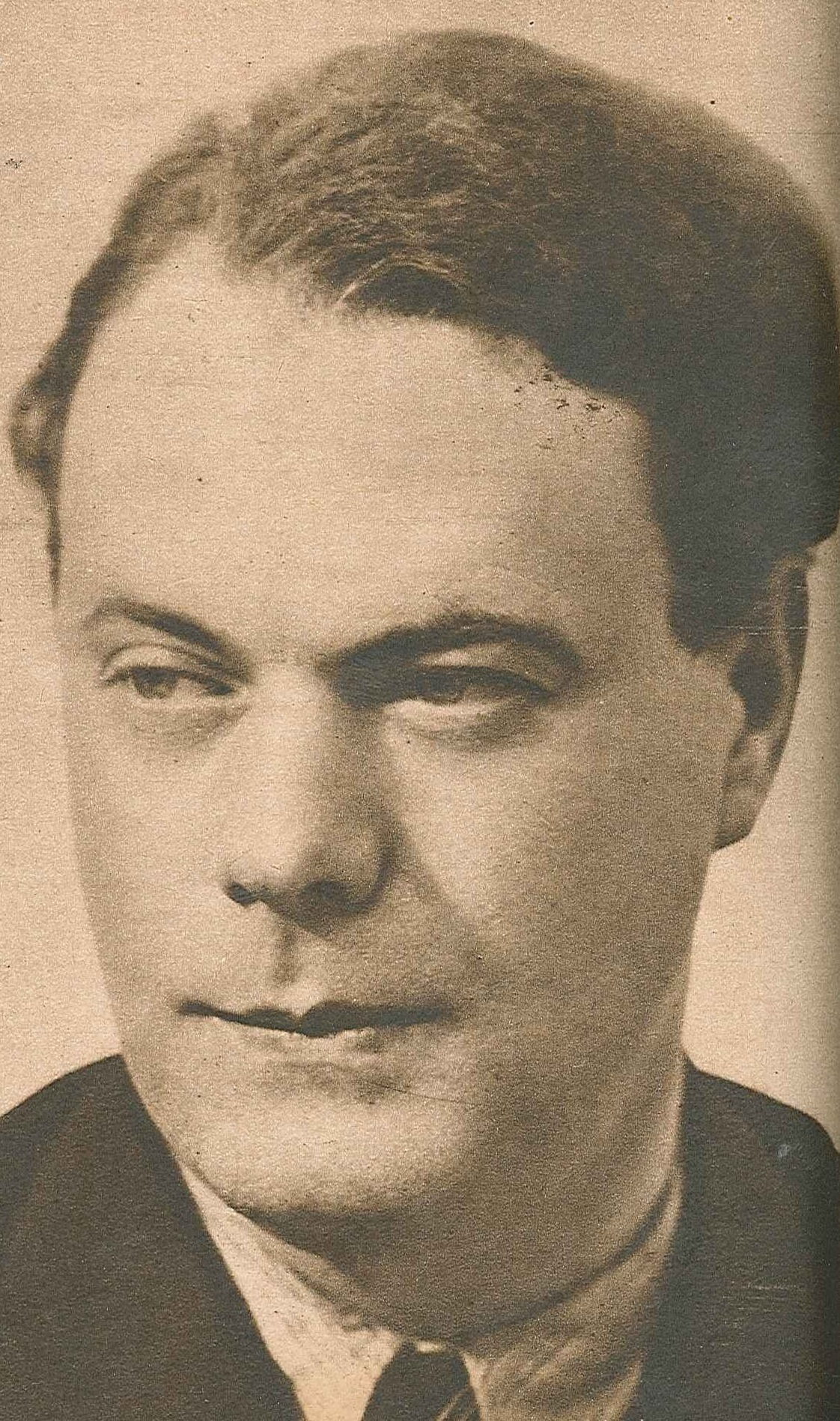
Johannes Edfelt am Anfang der Vierzigerjahre.

Johannes Edfelt (* 21. Dezember 1904 in Kyrkefalla, Gemeinde Tibro; † 27. August 1997) war ein schwedischer Lyriker und Kritiker, der u. a. mit seinen Übersetzungen und Essays versuchte, den Schweden die deutsche Literatur nahezubringen.

## Leben und Literatur
Bo Johannes Edfelt besuchte das Gymnasium in Skara und studierte anschließend Germanistik, Nordische Philologie und Literaturgeschichte auf der Universität Uppsala und der Universität Stockholm. Für kurze Zeit unterrichtete er an einem Gymnasium, später lebte er als freier Schriftsteller unweit von Stockholm. Er war ein strikter Gegner des Nationalsozialismus. Von 1957 bis 1967 war er Vorsitzender des schwedischen PEN-Clubs und ab 1969 Mitglied der Schwedischen Akademie, wo er den Sitz Nr. 17 innehatte. Zudem war er Mitglied der Bayerischen Akademie der Schönen Künste und der Deutschen Akademie für Sprache und Dichtung.
Edfelt schrieb Lyrik – bekannt wurde er durch sein 1934 veröffentlichtes Werk Högmässa (Hochamt) – und war als Übersetzer tätig. So übersetzte er zum Beispiel T.S. Eliot, Ezra Pound, Georg Trakl, Novalis und Andreas Gryphius. „Unverkennbar ist in seiner Dichtung die Affinität zu der deutschen Lyrik eines Kästner, Trakl, Heym und Loerke.“
Seine Lyrik wirkt bitter, konzentriert und illusionslos. Högmässa ist nach dem Ritual eines christlichen Gottesdienstes aufgebaut, seine Aussagen herb und sachlich. Das Werk enthält zum Beispiel das Gedicht Kalla koraler (Kalte Choräle), das einem geistlichen Kinderlied nachgebildet ist, aber der Autor vermittelt darin keine Glaubenszuversicht, sondern Gefühle von Ungewissheit, Bedrohung und Angst.
Edfelt war Kritiker und verfasste Essays, in denen er seinem Land die europäische und besonders die deutsche Lyrik der letzten Jahrhunderte vorstellte, unter anderem schrieb er zwei Werke über Heinrich Heine. Er war von der Bedeutung der Lyrik von Nelly Sachs überzeugt. „Man geht schwerlich fehl in der Vermutung, daß er in der Schwedischen Akademie eine der treibenden Kräfte hinter dem Nobelpreis für sie war, wie auch für Heinrich Böll und Elias Canetti.“

## Auszeichnungen
- 1954: Bellman-Preis
- 1958: Verdienstkreuz Erster Klasse der Bundesrepublik Deutschland
- 1960: Ehrendoktor der Universität Stockholm
- 1967: Henrik-Steffens-Preis
- 1971: Bellman-Preis
- 1972: Elsa Thulins Übersetzerpreis
- 1985: Goethe-Medaille
- 1994: Kellgren-Preis der Schwedischen Akademie
- 1996: Ferlin-Preis

## Werke

### Schwedische Erstveröffentlichungen

#### Lyrik
- Gryningsröster 1923
- Unga dagar 1925
- Ansikten 1929
- Aftonunderhållning 1932
- Högmässa 1934
- I denna natt 1936
- Järnålder 1937
- Vintern är lång 1939
- Sång för reskamrater 1941
- Elden och klyftan 1943
- Bråddjupt eko 1947
- Hemliga slagfält 1952
- Under Saturnus 1956
- Utblick 1958
- Insyn 1962
- Ådernät 1968
- Dagar och nätter 1983
- Följeslagare  1989
- Mötesplatser  1992
- Brännpunkter 1996
- Dikter 2004

#### Prosa
- Dostojevski 1936
- Strövtåg 1941
- Heinrich Heine 1955
- Årens spegel 1963
- Birger Sjöberg 1971
- Profiler och episoder 1973

### Deutschsprachige Ausgaben
- Der Schattenfischer. Ausgewählte Gedichte. Aus dem Schwedischen von Nelly Sachs. Büchner-Verlag, Düsseldorf und Darmstadt 1960
- Gedichte. Aus dem Schwedischen von Erich Furreg. Bergland, Wien 1964
- Fieberbrief. Prosagedichte. Aus dem Schwedischen von Anna-Liese Kornitzky. Hanser, Wien und München 1984, ISBN 3-446-13837-4

## Zitat
„[Edfelts] konzentrierte, fest geformte Lyrik erreicht mit sparsamsten Mitteln größte Effekte. Die suggestive Bildsprache hat einen dunklen Grundton von Fremdheit und Kälte.“

## Deutschsprachige Sekundärliteratur
- Jessen, Heinrich: Johannes Edfelt. Träger des Henrik-Steffens-Preises 1967. In: Ausblick. Mitteilungsblatt der Deutschen Auslandsgesellschaft. Nr. 18 (Mai 1967), H. 1/2, S. 9–12.
- Gustav Korlén: Unser letzter Dichter. Zum Tode von Johannes Edfelt. In: Jahrbuch 1997. Deutsche Akademie für Sprache und Dichtung, Darmstadt, ISBN 3-89244-285-1.
- Edfelt, Johannes. In: Gero von Wilpert (Hrsg.): Lexikon der Weltliteratur A–K. Deutscher Taschenbuch Verlag, München 1997, ISBN 3-423-59050-5.
- Artur Bethke, Horst Bien u. a.: Nordeuropäische Literaturen. VEB Bibliographisches Institut Leipzig, 1980.